# Dihidrolipoil-lisina-residuo acetiltransferasa
La enzima Dihidrolipoil-lisina-residuo acetiltransferasa (DLAT) EC 2.3.1.12 cataliza la reacción de transferencia de un grupo acetilo desde la enzima N(6)-(S-acetilhidrolipoil)lisina al acetil-CoA.
CoA + enzima N(6)-(S-acetildihidrolipoil)lisina {\displaystyle \rightleftharpoons } Acetil-CoA + enzima N(6)-(dihidrolipoil)lisina
La única dirección catalizada por esta enzima es la correspondiente a la transferencia del grupo acetilo a la CoA. Un multímero de esta enzima (E2) forma el núcleo del complejo enzimático piruvato deshidrogenasa y está unida a la piruvato deshidrogenasa (acetil transferidora) (E1) y a la dihidrolipoil deshidrogenasa (E3). El complejo piruvato deshidrogenasa tiene como función catalizar la conversión global del piruvato a acetil-CoA y dióxido de carbono; y está formado por de 20 a 30 tetrámeros de E1, 6 homodímeros de E3 y 60 copias de E2.
La localización celular de la enzima es la matriz mitocondrial y se une a 2 cofactores lipoilo covalentemente.

## Enfermedades
La cirrosis primaria biliar es una enfermedad colestásica del hígado crónica y progresiva caracterizada por la presencia de autoanticuerpos antimitocondriales en los pacientes. Se manifiesta con obliteración inflamatoria del conducto biliar intrahepático, dando como resultado el deterioro de las células hepáticas y la cirrosis. Los pacientes con cirrosis primaria biliar presentan auto-anticuerpos contra la DLAT.
La deficiencia en DLAT es causa de la Deficiencia en piruvato deshidrogenasa E2; conocida también como acidemia láctica debida al defecto de E2 lipoil transacetilasa en el complejo piruvato deshidrogenasa. La deficiencia en piruvato deshidrogenasa (PDH) es la mayor causa de acidosis primaria láctica y de disfunción neurológica en la infancia. En esta forma de PDH los episodios de distonía son la principal manifestación neurológica, con otras manifestaciones más comunes de la PDH como la hipotonía y la ataxia.